# Chimusdá
Chimusdá är en ort i Mexiko.   Den ligger i kommunen Zitácuaro och delstaten Michoacán de Ocampo, i den södra delen av landet, 120 km väster om huvudstaden Mexico City. Chimusdá ligger 2 210 meter över havet och antalet invånare är 774.
Terrängen runt Chimusdá är kuperad åt nordväst, men åt sydost är den bergig. Runt Chimusdá är det tätbefolkat, med 308 invånare per kvadratkilometer. Närmaste större samhälle är Heróica Zitácuaro, 7,4 km sydväst om Chimusdá. Omgivningarna runt Chimusdá är en mosaik av jordbruksmark och naturlig växtlighet.